# Kyokushinkai

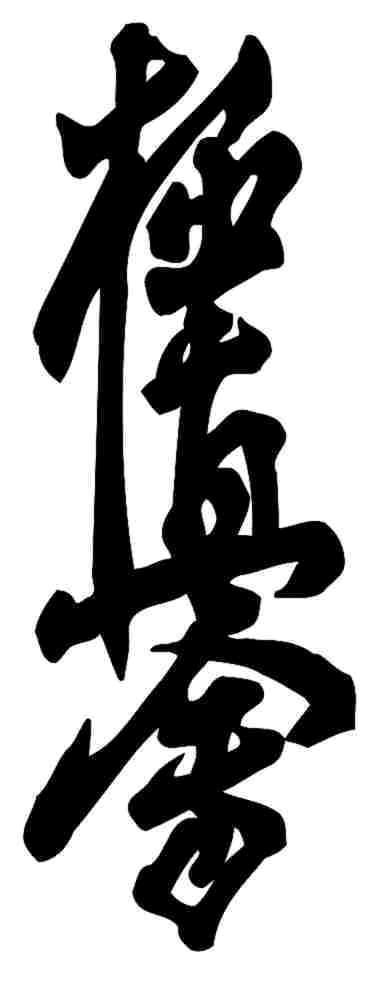
Kyokushin med kanji-tecken.

Kyokushin är en karatestil och kampsport, som grundades 1957 av Sōsai Ōyama Masutatsu med utgångspunkt från dennes färdigheter främst i Gōjū-ryū och Jūdō. Den markerade en trend åter till karatens ursprungliga roll på Okinawa. "Kyoku" betyder ytterst, "shin" betyder sanning eller verklighet och "kai" förening, ansluta sig till. Kyokushinkai blir då ungefär "Den yttersta sanningens sammanslutning". Inom kyokushin tränar man hårdare sparring än de flesta andra karatestilar. Internationellt tävlar man med fullkontakt-regler, en form som kallas knock-down.

## Kanku
Symbolen för Kyokushin är Kanku. Kanku betyder himmelsbetraktande form och har sitt ursprung i Kanku kata. Katan börjar med att man håller upp händerna och låter pekfingrar och tummar vidröra varandra. Blicken riktas sedan genom mitten, betraktandes himlen eller månen. Spetsarna i Kankusymbolen visar fingrarna och symboliserar det slutgiltiga eller höjdpunkten. De tjockare delarna visar handlederna och symboliserar kraft. Mitten visar öppningen mellan händerna och symboliserar kontinuitet och cirkulära rörelser. En annan vanlig symbol är den kalligrafiska representationen av "kyokushin". Den bärs till exempel över hjärtat på utövarens dräkt.

## Utövare
Bland kända utövare av kyokushin-karate kan nämnas Marshall McDonagh, Brian Fitkin, Lloyd Payne, Dolph Lundgren, Bas Rutten, Georges St. Pierre, Howard Collins, Håkan Nygren, Andy Hug och Michael Söderkvist, Robert Wiklund, m.fl dessa är representerade i Sverige men internationellt finns det många fler. Sverige finns drygt 3000 utövare och ett flertal organisationer inom Kyokushin.

## Dojokun
Som de flesta andra kampsporter har kyokushin en så kallad Dojokun, en slags kodex för hur man ska bete sig i och utanför dojon. Det var Sosai själv som skrev Dojokun med hjälp av Eiji Yoshikawa, som även skrivit två böcker om Miyamoto Musashi.

### Så här lyder kyokushins Dojokun
- Vi skall träna vår kropp och själ för en fast och orubblig vilja.
- Vi skall noga studera kampkonstens innersta väsen för att påpassligt och rådsnabbt reagera när så behövs.
- Vi skall med en sann och okuvlig karaktär fostra självbehärskningens sinnelag.
- Vi skall vinnlägga oss om höviskhet, respektera våra seniorer och avhålla oss från ett våldsamt beteende.
- Vi skall vörda vår personliga övertygelse och inte glömma ödmjukhetens dygd.
- Vi skall förhöja vår visdom och styrka för att inte fela i händelse av en konfrontation.
- Vi skall hela vårt liv fortsätta att öva karatens principer och därigenom fullborda den yttersta sanningens väg.

## Sosais elva motton
- Stridens/Karatens väg börjar och slutar med höviskhet. Därför, skall vi vara riktigt och sant/genuint höviska vid alla tillfällen. Att följa stridens/karatens väg är som att klättra uppför en klippa, att alltid sträva uppåt utan vila. Det kräver [en] absolut och orubblig hängivelse inför uppgiften.
- Vi skall sträva [efter] att ta initiativet i allt, alltid på vår vakt emot handlingar som kommer ur självisk illvilja eller tanklöshet.
- Även för stridens/karatens utövare, kan inte behovet/förekomsten av pengar ignoreras. Likväl skall vi vara försiktiga så att vi inte blir fästa vid dem.
- Stridens/Karatens väg har sin mitt/sitt fokus i hållningen. Vi skall sträva efter att upprätthålla korrekt hållning vid alla tillfällen.
- Stridens/Karatens väg börjar med ett tusen dagar och är bemästras efter tio tusen dagars träning.
- I stridens/karatens väg, föder själviakttagelse vishet. Begrunda därför dina gärningar och ta meditationen som ett tillfälle att förbättra dig själv.
- Stridens/Karatens innersta väsen och syfte är universell. Alla själviska begär skall utrotas/brännas i den/med den hårda träningens härdande eld.
- Stridens/Karatens väg börjar med/från en punkt och slutar i en cirkel. Raka linjer sträcker ut sig från denna princip.
- Stridens/Karatens mest innersta väsen kan endast upplevas genom erfarenhet. Med denna insikt, lär dig att aldrig frukta dess krav.

Kom alltid ihåg
- I stridens/karatens väg är vedergällningen/belöningen för ett tillitsfullt och tacksamt hjärta rikligt överflödig. (Sosai Mas Oyama 1923-1994)

## Grader

### Kyokushinkai bälten

#### Barnbälten
- 12 Mon (Vitt bälte med ett streck)
- 11 Mon (Vitt bälte med två streck)
- 10 Mon (Orange bälte)
- 9 Mon (Orange bälte med streck)
- 8 Mon (Blått bälte)
- 7 Mon (Blått bälte med streck)
- 6 Mon (Gult bälte)
- 5 Mon (Gult bälte med streck)
- 4 Mon (Grönt bälte)
- 3 Mon (Grönt bälte med streck)
- 2 Mon (Brunt bälte)
- 1 Mon (Brunt bälte med streck)

#### Vuxenbälten
- 10 Kyu (Orange bälte)
- 9 Kyu (Orange bälte med streck)
- 8 Kyu (Blått bälte)
- 7 Kyu (Blått bälte med streck)
- 6 Kyu (Gult bälte)
- 5 Kyu (Gult bälte med streck)
- 4 Kyu (Grönt bälte)
- 3 Kyu (Grönt bälte med streck)
- 2 Kyu (Brunt bälte)
- 1 Kyu (Brunt bälte med streck)

- 1 Dan (Svart bälte med 1 streck)
- 2 Dan (Svart bälte med 2 streck)
- 3 Dan (Svart bälte med 3 streck)
- 4 Dan (Svart bälte med 4 streck)
- 5 Dan (Svart bälte med 5 streck)
- 6 Dan (Svart bälte med 6 streck)
- 7 Dan (Svart bälte med 7 streck)
- 8 Dan (Svart bälte med 8 streck)
- 9 Dan (Svart bälte med 9 streck)
- 10 Dan (Svart bälte med 10 streck)

## Regler
Kyokushin är en träningsform som är full av regler. Många av dessa regler skrevs ner av Sosai, medan några andra tillkommit under årens gång. Tillsammans kallas dessa regler för Dojoetikett.
- Visa vördnad för lärare, kamrater och karate-konsten. Skada inte karatens anseende genom olämpligt tal eller uppträdande (speciellt utanför dojon).
- När man kommer in i dojon, står man upp och hälsar reglementsenligt. Det samma gäller när man lämnar dojon.
- Alla hälsningar ledsagas av ordet Osu, som är en internationell Kyokushinhälsning; det uttalas högt och tydligt. Ordet kan också användas till att visa att man har förstått det instruktören har sagt och skall alltså användas i stället för ja.
- Kommer man för sent till träningen går man in i dojon och säger OSU, sätter sig ner i seiza med ryggen mot klassen och väntar med ögonen stängda i mokuso. När man fått tillsägelse från instruktören bugar man en gång till och säger OSU och ställer sig längst bak ledet.
- Innan man kommer in i dojon, skall dräkten vara påsatt ordentligt och bältet knutet.
- Ingen elev får lämna dojon utan att först ha hänvänt sig till instruktören.
- Tugga tuggummi, äta eller dricka i dojon är förbjudet. Att sjunga och vissla är likaledes förbjudet.
- Finger- och tånaglar skall alltid vara kortklippta, för att undvika skador. Fötter, naglar och händer ska vara rena.
- Mobiltelefon eller personsökare stängs alltid av innan man går in i dojon.
- Halskedjor, armband, ringar etc. får inte bäras under träningen.
- Träningslokalen får ej beträdas med skor.
- I träningslokalen fordras ett korrekt uppträdande, samt att instruktörens anvisningar följs. Det läggs stor vikt på en god träningsinsats och en respektfull inställning till karaten.
- Om dräkten eller bältet går upp under träning, skall man sätta sig ner i seiza.
- Under träning skall man inte tala med varandra. Vill man fråga om något skall man räcka upp en hand och vänta tills instruktören ser det.
- Uppställning i dojon skall alltid ske i gradordning, med de högst graderade längst framme till höger.
- Tilltala alltid instruktören Senpai, Sensei eller Shihan.